# کوشا (لبنان)
کوشا (به عربی: کوشا) یک منطقهٔ مسکونی در لبنان است که در شهرستان عکار واقع شده‌است. کوشا ۸۲۸ نفر جمعیت دارد و ۱۵۰ متر بالاتر از سطح دریا واقع شده‌است.